# آلمان ۸۹
آلمان ۸۹ (به آلمانی: Deutschland 89) یک مجموعه تلویزیونی محصول سال ۲۰۱۸ آلمان است.

## داستان
مارتین راخ در طول فعالیت خود به عنوان جاسوس آلمان شرقی سقوط دیوار برلین را تجربه می‌کند…